# Саут Амерст (Масачусетс)
Саут Амерст (енгл. South Amherst) насељено је место без административног статуса у америчкој савезној држави Масачусетс.

## Демографија
По попису из 2010. године број становника је 4.994, што је 45 (-0,9%) становника мање него 2000. године.
| Група             | 2000.         | 2010.         |
| Белци             | 3.441 (68,3%) | 3.196 (64,0%) |
| Афроамериканци    | 353 (7,0%)    | 398 (8,0%)    |
| Азијати           | 545 (10,8%)   | 599 (12,0%)   |
| Хиспаноамериканци | 495 (9,8%)    | 605 (12,1%)   |
| Укупно            | 5.039         | 4.994         |